# Хумбаба
Хумбаба (від аккад. 𒄷𒌝𒁀𒁀) або Хувава (від шум. 𒄷𒉿𒉿) — в шумеро-аккадській міфології жахливий страж Кедрового лісу, де живуть боги. Він був створений богом Енлілем, щоб люди не втручалися у справи богів. У поемі Епос про Гільгамеша, головні герої Гільгамеш та Енкіду вбивають Хуваву. Вважається братом Пазузу та сином Ханбі, але це може бути сучасна інтерпретація.

## Походження
За однією з версій, Хумбаба міг бути уособленням еламського божества Хумбана, яке вважалося головним богом і захисником королів. Проте існує більш імовірна версія, що праобразом Хумбаби було двостатеве божество (в деяких міфах позначається як чудовисько) – Комбабос (або ще Кубаба), якому поклонялися в давній Фригії, а потім під різними іменами в Лідії та Сирії. Комбабос був богом природи (або радше персоніфікацією сил природи), якому під різними іменами поклонялися в Межиріччі. Його культ імовірно перейшов в образ чудовиська-захисника Хумбабу.

Окрім того, це божество зустрічається й у ранніх шумерських текстах, але з різними функціями: як Кубаба єдина королева і засновниця третьої династії Кіша (надалі її шанували як богиню Хепат, що охороняла різні міста); і як богиня на ім'я Губаба. На підтвердження цієї версії вказують: ім'я богині, її охоронні функції та згадки в текстах. Окрім того, в деяких міфах (наприклад, у хеттів) вона згадується як чудовисько, народжене з каменю, і яке живе у горах і охороняє їх від зайд.

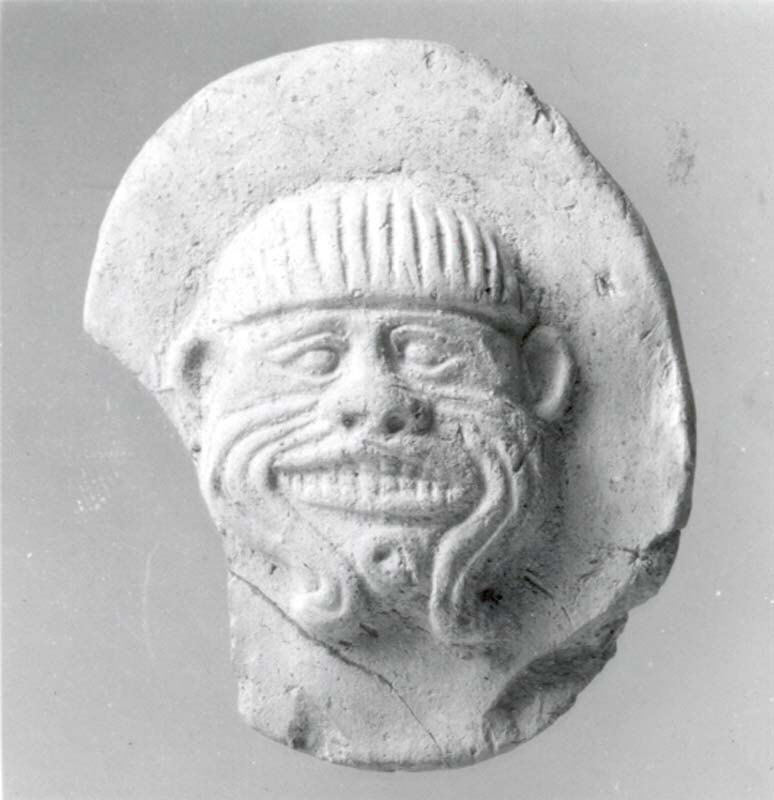
Зображення обличчя Хумбаби, близько 2000–1600 рр. до н. е.

## Зображення
Зазвичай Хумбабу зображували як істоту з людським тілом, лев'ячими пазурями, обличчям чудовиська, довгим волоссям і довгими вусами. У мистецтві Месопотамії, Хумбаба часто зустрічається в сюжетах із Епоса про Гільгамеша, де його вбивають Гільгамеш та Енкіду. У самому епосі він майже не описаний. Проте зустрічаються версії, де він описаний як жахливе чудовисько із лапами лева замість рук і пташиними пазурами на ногах; замість хвоста і пеніса у нього були змії.

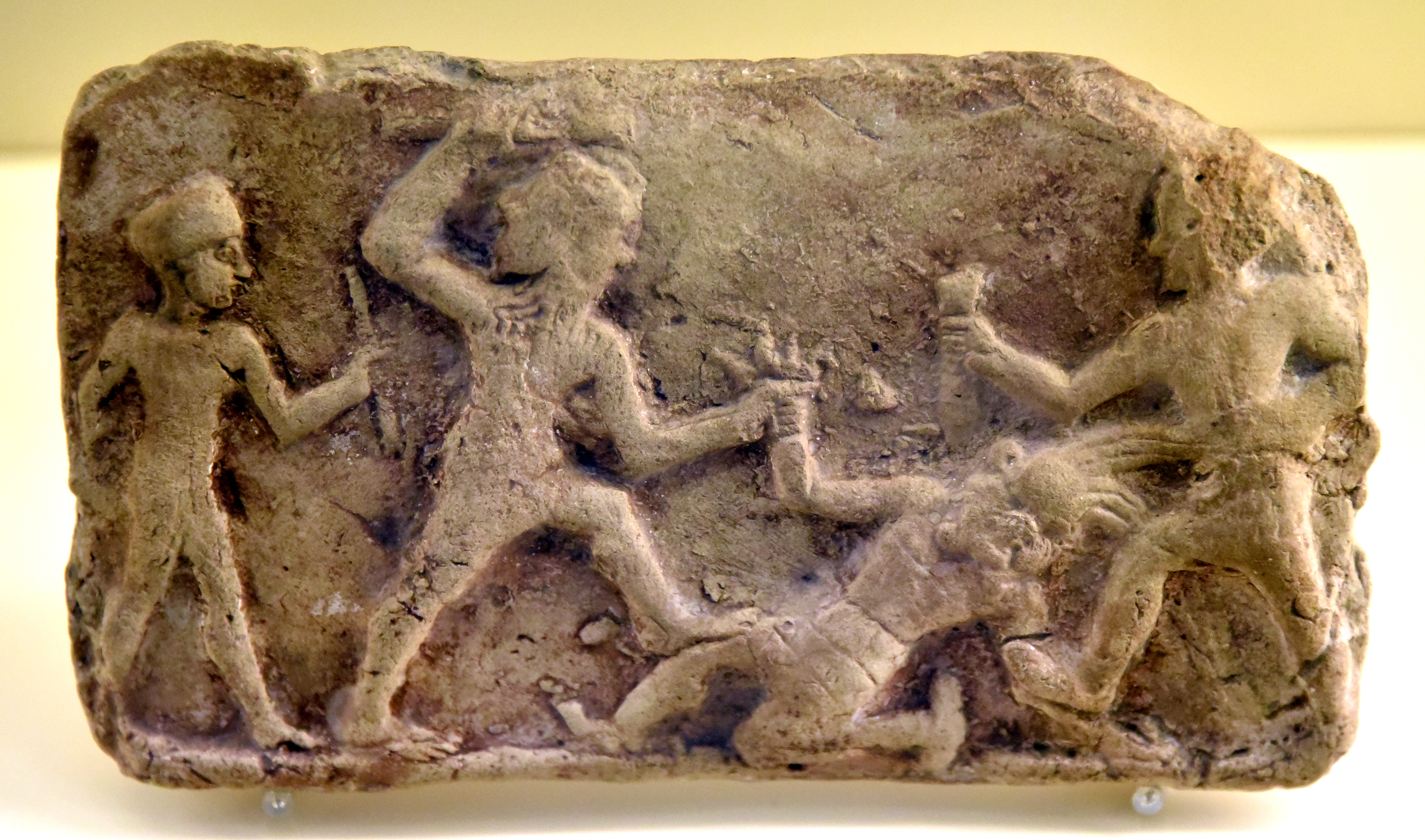
Гільгамеш та Енкіну вбивають Хумбабу в Кедровому Лісі. 19-17 ст. до н. е.

## Епос про Гільгамеша
Вперше Хумбаба з'являється у другій табличці Епоса про Гільгамеша, де Гільгамеш запропонував Енкіду піти до Кедрового лісу, де живуть боги. Енкіду попереджає Гільгамеша, що Енліль створив (в більшості джерел, Хумбабу описується як щось штучно створене, аніж щось живе) Хуваву і наказав йому захищати Кедровий ліс. Енкіду також застережує про силу Хумбаби (він вивергає полум'я) і про його захист у вигляді семи шарів випромінювання (аккад. melammu описує «світло», яке йде від божеств і деяких чудовиськ, і може викликати як захоплення, так і жах; таку характеристику давні месопотамці приписували деяким божествам). Ці сім захисних шарів по-різному зображувалися в різних версіях міфу: десь їх можна одягнути (як прикраси чи одяг), а десь вони взагалі персоніфіковані й виступають сімома синами Хумбаби.
Коли Гільгамеш з Енкіду заходять до Кедрового лісу, Хумбаба намагається захищатися, але вони ловлять його (в різних версіях по-різному: або обдуривши, або силою) і він просить про помилування. Енкіду ж вмовляє Гільгамеша вбити Хумбабу, що той і робить відрубавши йому голову.